# La Membrolle-sur-Longuenée
La Membrolle-sur-Longuenée è un comune francese di 1 819 abitanti situato nel dipartimento del Maine e Loira nella regione dei Paesi della Loira. Dal 1º gennaio 2016 è accorpato al nuovo comune di Longuenée-en-Anjou, insieme ai comuni di La Meignanne e Le Plessis-Macé.

## Società

### Evoluzione demografica
Abitanti censiti